# Клэр, Алекс
Александр Джордж «Алекс» Клэр (англ. Alexander George «Alex» Clare; 14 сентября 1985) — британский и израильский певец, артист и композитор. Его дебютный альбом The Lateness of the Hour был выпущен в продажу в Британии 11 июля 2011. Запись альбома проходила на студии Island Records, продюсерами выступили Mike Spencer и Major Lazer. Свой псевдоним Алекс Клэр получил ещё в школе, но на сцене использует его только с 2010 года.

## Ранние годы
Александр родился в местечке Саутварк, Лондон, Англия. Он вырос, слушая джазовые песни в исполнении своего отца, а также обращаясь к соулу (Стиви Уандер, Донни Хэтэуэй), которые пробудили в нём интерес к Гэридж, drum and bass и дабстеп. Хотя Клэр владел игрой на трубе и барабанах, он, в конечном итоге, сделал основной акцент на гитаре, стал писать песни, исполняя их на open mic с помощью исходных материалов.

## Музыкальная карьера
Демо принесло ему контракт с лейблом Island в Великобритании. Его дебютный альбом, The Lateness of the Hour (album), спродюсированный Майком Спенсером и Major Lazer, был выпущен в июле 2011. Первым синглом был «Up All Night», следующими за ним были «Too Close» и «Treading Water».
19 мая 2011 года Reggie Yates сделал кавер Алекса Клэра на песню Принса «When Doves Cry» песней дня. Днем позже датская радиостанция 3FM сделала анонс сингла «Too Close», и он стал мегахитом 3FM в течение недели.
21 июня 2011 года Клэр выступил в колледже Queens' College, Cambridge May Ball. 14 августе 2011 Клэр выступил на фестивале Summer Well в Buftea, Румыния.
После неутешительных показателей альбома, Universal Island разорвал контракт с Клэром в Великобритании.
В 2012 песня Клера «Too Close» была использована в нескольких рекламах Internet Explorer 9. После этого песня стала #68 в Billboard Hot 100, и позже достигла #7, став его первым хитом Top 10 в Великобритании. Клэр также добился успеха в Германии, заняв первое место в чартах. Песня Клэра поднялась на четвёртое место в UK Singles Chart

## Личная жизнь
Воспитание Клэра было «очень и очень светским», и он стал более религиозным в середине 2000-х годов.
До обретения успеха Клэр встречался с Эми Уайнхаус в течение года. Они встретились, когда он выступал и работал в баре The Hawley Arms в Камден, Северный Лондон, который она часто посещала.
Сейчас он ортодоксальный еврей, и поэтому не выступает, не путешествует и не работает в субботу и во время еврейских религиозных праздников. В прошлом он жил в Голдерс-Грин, на северо-западе Лондона, в области, густонаселенной ортодоксальными евреями, но часто ездил в Иерусалим, когда позволяла работа.
С конца 2015 года окончательно обосновался в Израиле. На сегодняшний день живёт с семьёй в городе Иерусалим.

## Дискография

### Альбомы
| Название                 | Описание Альбома                                                              | Высшие места в чартах | Высшие места в чартах | Высшие места в чартах | Высшие места в чартах | Высшие места в чартах | Высшие места в чартах | Высшие места в чартах |
| Название                 | Описание Альбома                                                              | UK                    | AUT                   | BEL (FL)              | FRA                   | GER                   | SWI                   | US                    |
| ------------------------ | ----------------------------------------------------------------------------- | --------------------- | --------------------- | --------------------- | --------------------- | --------------------- | --------------------- | --------------------- |
| The Lateness of the Hour | - Вышел: 11 июля 2011 (UK) - Лейбл: Island - Форматы: CD, digital download    | 17                    | 16                    | 190                   | 95                    | 8                     | 49                    | 48                    |
| Three Hearts             | - Вышел: 11 Августа 2014 (UK) - Лейбл: Island - Форматы: CD, digital download | 98                    | —                     | —                     | —                     | 43                    | 74                    | —                     |
| Tail of Lions            | - Вышел: 11 Ноября 2016 (UK) - Лейбл: ETC - Форматы: CD, digital download     | —                     | —                     | —                     | —                     | —                     | —                     | —                     |

### Синглы

#### Как лидирующий певец
| Название                                                                          | Год  | Высшие места в чартах | Высшие места в чартах | Высшие места в чартах | Высшие места в чартах | Высшие места в чартах | Высшие места в чартах | Высшие места в чартах | Высшие места в чартах | Высшие места в чартах | Высшие места в чартах | Сертификаты                                                         | Альбом                   |
| Название                                                                          | Год  | UK                    | AUT                   | BEL (FL)              | CAN                   | DEN                   | FRA                   | GER                   | NLD                   | SWI                   | US                    | Сертификаты                                                         | Альбом                   |
| --------------------------------------------------------------------------------- | ---- | --------------------- | --------------------- | --------------------- | --------------------- | --------------------- | --------------------- | --------------------- | --------------------- | --------------------- | --------------------- | ------------------------------------------------------------------- | ------------------------ |
| «Up All Night»                                                                    | 2010 | —                     | —                     | —                     | —                     | —                     | —                     | —                     | —                     | —                     | —                     |                                                                     | The Lateness of the Hour |
| «Too Close»                                                                       | 2011 | 4                     | 6                     | 36                    | 14                    | 29                    | 9                     | 1                     | 33                    | 12                    | 7                     | - BVMI: Platinum - IFPI AUT: Gold - IFPI SWI: Gold - RIAA: Platinum | The Lateness of the Hour |
| «Treading Water»                                                                  | 2011 | 179                   | —                     | —                     | —                     | —                     | —                     | 59                    | —                     | —                     | —                     |                                                                     | The Lateness of the Hour |
| «Humming Bird»                                                                    | 2012 | —                     | —                     | —                     | —                     | —                     | —                     | —                     | —                     | —                     | —                     |                                                                     | The Lateness of the Hour |
| «—» denotes a recording that did not chart or was not released in that territory. |      |                       |                       |                       |                       |                       |                       |                       |                       |                       |                       |                                                                     |                          |

#### Совместные проекты
| Название                                             | Год  | Высшие места в чартах | Высшие места в чартах | Высшие места в чартах | Высшие места в чартах | Высшие места в чартах | Альбом     |
| Название                                             | Год  | AUS                   | BEL (FL)              | BEL (WA)              | NLD                   | NZ                    | Альбом     |
| ---------------------------------------------------- | ---- | --------------------- | --------------------- | --------------------- | --------------------- | --------------------- | ---------- |
| «Not Giving In» (Rudimental совместно с Джон Ньюмен) | 2012 | 12                    | 4                     | 27                    | 71                    | 11                    | Rudimental |

### Музыкальные видеоклипы

#### Как ведущий певец
| Название         | Год  | Режиссёр(ы)    |
| ---------------- | ---- | -------------- |
| «Up All Night»   | 2010 | Blake Claridge |
| «Too Close»      | 2011 | Ian Bonhote    |
| «Treading Water» | 2011 | Sam Pilling    |